# Pobreza en el Perú

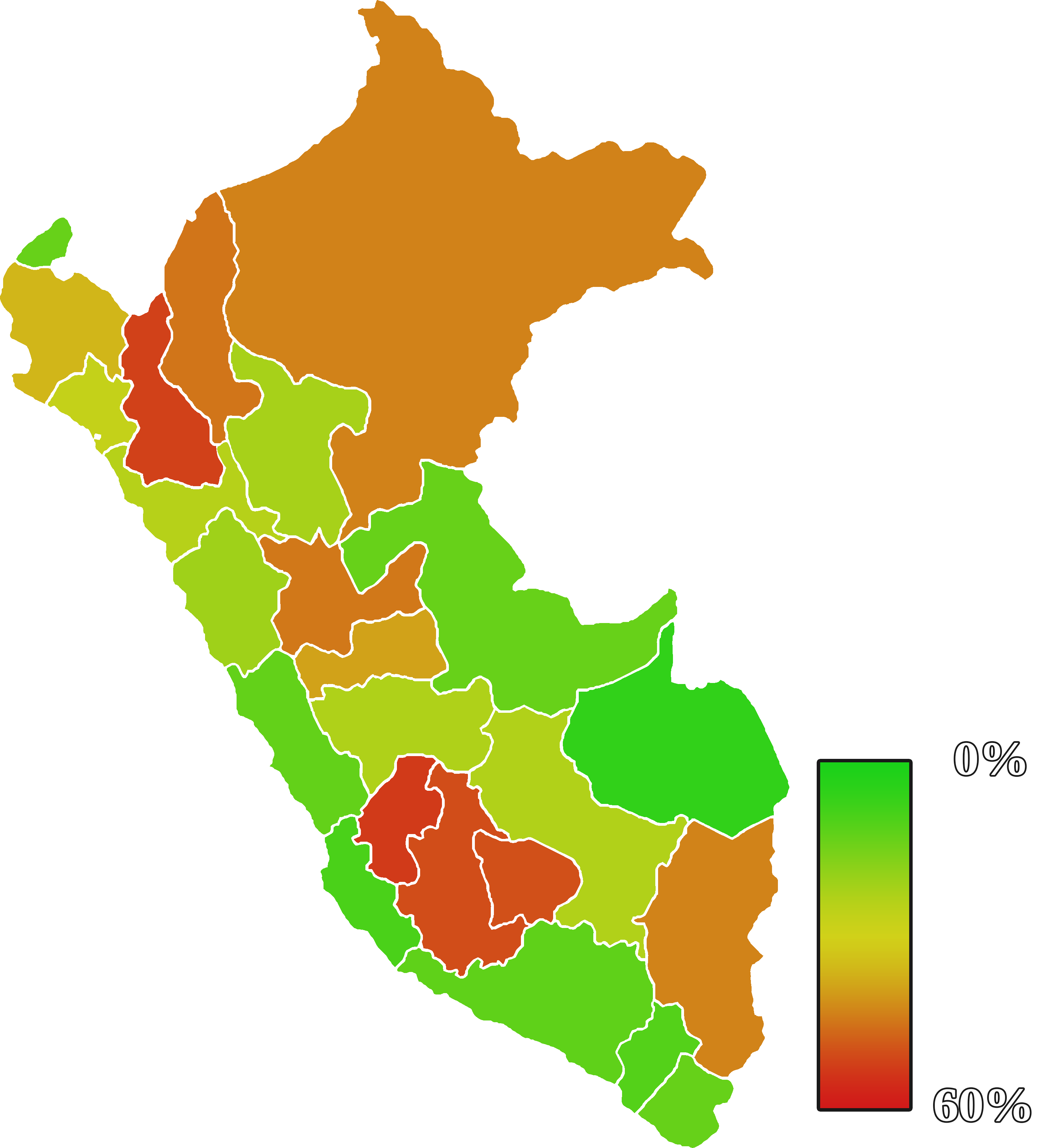
Estadísticas de pobreza por departamento en el Perú en 2011. En azul con menos de 20% de pobreza, en verde hasta 30%; en amarillo hasta 40%, en naranja hasta 80%. En rojo con más de 90% de pobreza.

En el Perú la pobreza ha ido variando con el tiempo. Esta se ha conconcentrado mayormente en los sectores andinos debido a la dependencia de los cultivos y la carencia de infraestructura.La línea de pobreza es el equivalente monetario al costo de una canasta básica de consumo de alimentos y no alimentos, que para el año 2022 asciende a S/ 415 mensual por habitante, es decir, para una familia de cuatro integrantes dicho monto asciende a S/ 1 660 mensual. Por otro lado, la línea de pobreza extrema, para el año 2022 ascendió a S/ 226 mensual por persona, considerándose en situación de pobreza extrema a las personas cuyo gasto mensual no cubre el valor de la canasta básica de consumo alimentaria.
Esta es una lista de los departamentos del Perú ordenados según su pobreza desde 2007 al 2017. Basado en las estadísticas del INEI.

## Contexto
Según el Instituto Nacional de Perú, en su informe de 1985-86, mostró que el 54 % de los peruanos eran pobres, mientras que el cálculo del BCRP fue de 40%. En 1994 había 11.3 millones de peruanos pobres. Entre 1996 y 2001, la situación de pobreza creció del 48 % a 54 %, mientras que el sector de pobreza extrema permaneció en 17 %.
Para el siglo XXI, bajo un Estado neoliberal, la pobreza tuvo una descenso notable en sus dos primeras décadas según el Banco Mundial. Bajó dos puntos porcentuales al pasar de 27.8 %, en el 2011 a 25.8 % en el 2012, con lo que 509 000 personas dejaron de ser pobres durante el 2012, según informó recientemente el INEI. En el 2017 la pobreza alcanza el 21.7 % de la población, subiendo en un punto porcentual respecto al 2016. En el 2020 la pobreza monetaria alcanzó el 30.1 %. En el año 2021, la pobreza monetaria alcanzó al 25,9% de la población.
En 2023, el 5 % de los peruanos se encontraban en situación de pobreza extrema, en que están debajo de 7 a 13 soles requeridos para sobrevivir con buena alimentación cada día. En ese año se elevó al 29% de la población peruana (9 780 000 personas) con un aumento de 1.5 puntos porcentuales respecto al 2022, la pobreza del área urbana registró un incremento del 2.3 puntos porcentuales frente al 2022. Los factores socioeconómicos subyacentes, como el descontento social y la insuficiencia de medidas gubernamentales para hacer frente a la recesión y la inflación, contribuyeron a elevar la tasa de pobreza al 29 %. Entre los mayores afectados se encuentran comunidades indígenas como aimaras y quechuas.
El desgaste del sistema neoliberal en el Perú, a partir de la crisis política del 2016, tuvo un impacto significativo en el resurgimiento de la pobreza. El especialista Eduardo Zegarra sostiene que la desconfiguración de las medidas económicas implementadas durante este período fue uno de los principales factores que contribuyeron a este fenómeno.

## Porcentaje de pobreza por departamento
A continuación, la tabla de los departamentos del Perú por porcentaje de pobreza al finalizar el año 2022 según el INEI.
| #                  | Departamento  | Pobreza      | Pobreza Extrema | Año          |
| Pobreza Baja       | Pobreza Baja  | Pobreza Baja | Pobreza Baja    | Pobreza Baja |
| ------------------ | ------------- | ------------ | --------------- | ------------ |
| 1°                 | Ica           | 5.1 %        | 0 %             | 2022         |
| Pobreza Medio Baja |               |              |                 |              |
| 2°                 | Moquegua      | 12.9 %       | 3.3 %           | 2022         |
| 3°                 | Arequipa      | 13.6 %       | 2.3 %           | 2022         |
| 4°                 | Madre de Dios | 13.7 %       | 1.6 %           | 2022         |
| 5°                 | Lambayeque    | 14.1 %       | 1.0 %           | 2022         |
| Pobreza Media      |               |              |                 |              |
| 6°                 | Áncash        | 21.4 %       | 4.0 %           | 2022         |
| 7°                 | Cuzco         | 21.5 %       | 2.5 %           | 2022         |
| 8°                 | Junín         | 21.6 %       | 3.5 %           | 2022         |
| 9°                 | Ucayali       | 22.3%        | 2.9%            | 2022         |
| 10°                | Tacna         | 23.2 %       | 2.7 %           | 2022         |
| 11°                | Tumbes        | 24.9 %       | 0.1 %           | 2022         |
| 12°                | Apurímac      | 24.9 %       | 3.3 %           | 2022         |
| 13°                | San Martín    | 25.5 %       | 4.7 %           | 2022         |
| 14°                | Piura         | 25.6 %       | 1.9 %           | 2022         |
| 15°                | Amazonas      | 25.6 %       | 7.1 %           | 2022         |
| 16°                | Lima y Callao | 26.5 %       | 4.8 %           | 2022         |
| 17°                | La Libertad   | 28.4 %       | 4.3 %           | 2022         |
| Pobreza Media Alta |               |              |                 |              |
| 18°                | Huancavelica  | 37.8 %       | 9.6 %           | 2022         |
| 19°                | Loreto        | 38.8 %       | 7.1 %           | 2022         |
| 20°                | Pasco         | 39.9 %       | 9.3 %           | 2022         |
| Pobreza Alta       |               |              |                 |              |
| 21°                | Ayacucho      | 40.7 %       | 10.7 %          | 2022         |
| 22°                | Puno          | 41.3 %       | 10.9 %          | 2022         |
| 23°                | Huánuco       | 42.2 %       | 12.0 %          | 2022         |
| 24°                | Cajamarca     | 44.5 %       | 18.4 %          | 2022         |
| Perú               | Perú          | 27.5 %       | 5.0 %           | 2022         |

## Porcentaje de pobreza por ciudad
Esta es una lista de las ciudades del Perú ordenados según su pobreza para el año 2007. Según fuente del INEI.
| Puesto             | Ciudad          | Porcentaje Pobreza Total 2007 | Porcentaje Pobreza Extrema 2007 |
| ------------------ | --------------- | ----------------------------- | ------------------------------- |
| Pobreza Baja       |                 |                               |                                 |
| 1°                 | Paita           | 14.10%                        | 0.50%                           |
| 2°                 | Tumbes          | 14.80%                        | 0.70%                           |
| 3°                 | Ica             | 14.83%                        | 14.83%                          |
| 4°                 | Madre de Dios   | 16.10%                        | 1.80%                           |
| 5°                 | Mollendo        | 17.20%                        | 1.70%                           |
| 6°                 | Chimbote        | 17.45%                        | 14.83%                          |
| 7°                 | Lima-Callao     | 18.08%                        | 0.83%                           |
| 8°                 | Nazca           | 19.10%                        | 0.50%                           |
| 9°                 | Pisco           | 19.10%                        | 0.40%                           |
| 10°                | Ilo             | 19.30%                        | 2.70%                           |
| 11°                | Tacna           | 19.31%                        | 1.85%                           |
| 12°                | Casa Grande     | 19.50%                        | 1.50%                           |
| 13°                | Trujillo        | 19.85%                        | 1.90%                           |
| Pobreza Medio Baja |                 |                               |                                 |
| 14°                | Paramonga       | 20.50%                        | 1.30%                           |
| 15°                | Arequipa        | 20.98%                        | 2.58%                           |
| 16°                | Chincha Alta    | 21.90%                        | 0.45%                           |
| 17°                | Moquegua        | 22.16%                        | 3.80%                           |
| 18°                | Huacho          | 22.20%                        | 1.37%%                          |
| 19°                | Tumán           | 22.50%                        | 2.30%                           |
| 20°                | Pacasmayo       | 23.70%                        | 1.90%                           |
| 21°                | Casma           | 24.30%                        | 2.60%                           |
| 22°                | Talara          | 24.48%                        | 1.30%                           |
| 23°                | Piura           | 25.03%                        | 3.27%                           |
| 24°                | Puno            | 26.40%                        | 2.80%                           |
| 25°                | Mala            | 26.70%                        | 1.50%                           |
| 26°                | Chepen          | 26.80%                        | 2.90%                           |
| 27°                | Tarapoto        | 27.14%                        | 6.53%                           |
| 28°                | Chiclayo        | 27.52%                        | 3.70%                           |
| 29°                | Sechura         | 27.90%                        | 3.30%                           |
| 30°                | Majes           | 28.10%                        | 3.90%                           |
| 31°                | Cusco           | 28.20%                        | 1.30%                           |
| 32°                | Chancay         | 28.80%                        | 2.50%                           |
| 33°                | Jaén            | 29.90%                        | 9.40%                           |
| 34°                | Cañete          | 30.10%                        | 3.60%                           |
| 35°                | Barranca        | 30.60%                        | 3.40%                           |
| 36°                | Querecotillo    | 30.90%                        | 2.30%                           |
| 37°                | Santa Ana       | 31.10%                        | 5.30%                           |
| 38°                | Huancayo        | 31.17%                        | 5.05%                           |
| 39°                | Satipo          | 31.60%                        | 11.50%                          |
| 40°                | Abancay         | 32.00%                        | 7.10%                           |
| 41°                | Huaral          | 32.20%                        | 3.70%                           |
| 42°                | Cajamarca       | 32.90%                        | 11.70%                          |
| 43°                | Chanchamayo     | 33.50%                        | 6.80%                           |
| 44°                | Huaraz          | 33.66%                        | 7.49%                           |
| 45°                | Chachapoyas     | 33.80%                        | 7.90%                           |
| 46°                | Lambayeque      | 34.00%                        | 4.90%                           |
| 47°                | Huánuco         | 34.12%                        | 7.71%                           |
| 48°                | Pucallpa        | 34.25%                        | 10.41%                          |
| 49°                | Marcavelica     | 34.60%                        | 3.40%                           |
| 50°                | Ferreñafe       | 34.80%                        | 4.80%                           |
| 51°                | Perene          | 34.90%                        | 13.60%                          |
| 53°                | Tarma           | 35.40%                        | 6.50%                           |
| 54°                | Juanjuí         | 37.40%                        | 11.40%                          |
| 55°                | Huaura          | 37.50%                        | 5.20%                           |
| 56°                | Iquitos         | 37.68%                        | 10.52%                          |
| 57°                | Chulucanas      | 37.70%                        | 8.50%                           |
| 58°                | Pichanaqui      | 37.81%                        | 18.20%                          |
| 59°                | Guadalupe       | 38.50%                        | 6.10%                           |
| 60°                | Paiján          | 39.90%                        | 5.90%                           |
| Pobreza Media      |                 |                               |                                 |
| 61°                | Bagua           | 40.20%                        | 10.20%                          |
| 62°                | Sullana         | 41.18%                        | 8.01%                           |
| 63°                | Juliaca         | 42.00%                        | 6.00%                           |
| 64°                | Ayacucho        | 44.07%                        | 14.39%                          |
| 65°                | Bagua Grande    | 47.70%                        | 13.60%                          |
| 66°                | Virú            | 48.60%                        | 8.90%                           |
| 67°                | Cerro de Pasco  | 49.02%                        | 14.35%                          |
| 68°                | Ilave           | 50.52%                        | 24.00%                          |
| 69°                | Moyobamba       | 51.20%                        | 19.10%                          |
| 70°                | Monsefú         | 51.50%                        | 11.40%                          |
| 71°                | Sicuani         | 55.70%                        | 11.40%                          |
| 72°                | La Unión        | 55.60%                        | 11.10%                          |
| 73°                | Yauli           | 56.30%                        | 22.70%                          |
| 74°                | Andahuaylas     | 56.70%                        | 19.20%                          |
| 75°                | Nueva Cajamarca | 58.50%                        | 22.90%                          |
| 76°                | Yurimaguas      | 59.60%                        | 25.00%                          |
| 77°                | Requena         | 62.80%                        | 27.10%                          |
| Pobreza Media Alta |                 |                               |                                 |
| 78°                | Huanta          | 71.10%                        | 38.20%                          |
| 79°                | La Arena        | 71.70%                        | 20.9%                           |
| 80°                | Huamachuco      | 75.00%                        | 32.30%                          |
| Total              | Perú            | 34.8%                         | 11.5%                           |